# Ogives
Ogives est un recueil de quatre pièces pour piano d'Erik Satie, composé en 1886. 

## Présentation

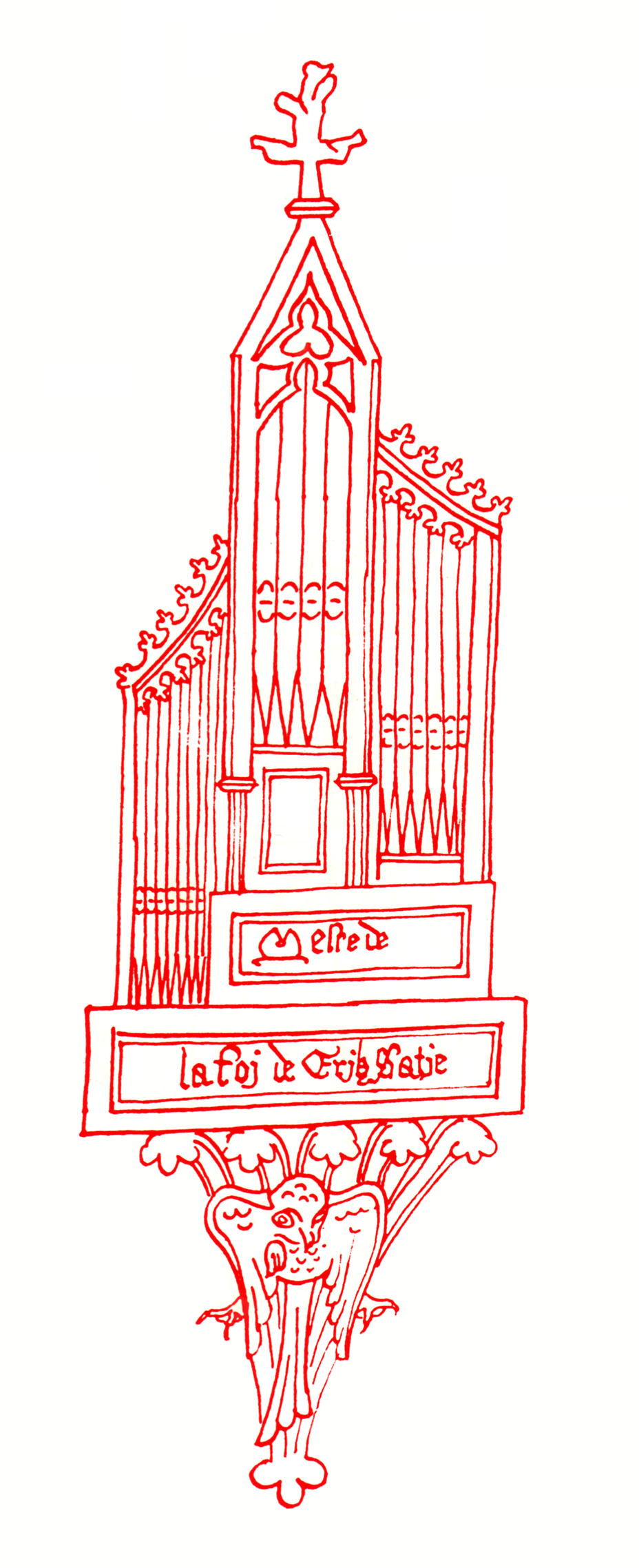
Dessin d'orgues d'Erik Satie.

Témoignage de la période mystique de Satie, les quatre Ogives sont composées en 1886 et expriment selon la musicologue Adélaïde de Place un « "néo-grégorianisme" grave et austère » où se mêlent l'abandon des barres de mesures et la présence de « mélodies modales aux accents quasi médiévaux inspirés du plain-chant, et une harmonie presque mystérieuse ».
Guy Sacre relève la même lenteur qui parcourent les pièces, avec un tempo immuablement noté très lent, la permanence de l'usage des accords parfaits, et la forme qui caractérise chaque morceau, « en quatre lignes chacun, une mélodie imitée du plain-chant, suivie de son harmonisation en accords parallèles, tour à tour pleins [...] ou aérés [...], copiant ainsi l'intonation du chantre et les réponses de l'assemblée ».
La partition est publiée pour la première fois en 1889 (Alfred Satie, Imprimerie Dupré).

## Structure
Le cahier, d'une durée d'exécution moyenne de neuf minutes trente environ, comprend quatre mouvements :
1. Première Ogive, dédiée à J. P. Contamine de Latour
2. Deuxième Ogive, dédiée à Charles Levadé
3. Troisième Ogive, dédiée à Madame Clément Le Breton
4. Quatrième Ogive, dédiée à Conrad Satie, le frère du compositeur

## Analyse
Dans chaque Ogive, la forme est semblable et se compose de quatre parties : dans une première partie, le thème est exposé en octaves nues, dans une nuance pianissimo, puis est harmonisé en accords parallèles dans une deuxième partie à l'aide des trois renversements de l'accord parfait, dans une nuance fortissimo. La troisième partie, pianissimo de nouveau, varie la précédente en limitant l'harmonie à l'accord fondamental. Enfin, la quatrième partie, fortissimo, est une répétition de la deuxième partie.

## Discographie
- Satie: Complete Piano Music, Jeroen van Veen (piano), Brilliant Classics 95350, 2016.
- Tout Satie ! Erik Satie Complete Edition[6], CD 6, Aldo Ciccolini (piano), Erato 0825646047963, 2015.

### Ouvrages généraux
- Guy Sacre, La musique pour piano : dictionnaire des compositeurs et des œuvres, vol. II (J-Z), Paris, Robert Laffont, coll. « Bouquins », 1998, 2379-2380 p. (ISBN 978-2-221-08566-0), p. 2379-2380.
- Adélaïde de Place, « Erik Satie », dans François-René Tranchefort (dir.), Guide de la musique de piano et de clavecin, Paris, Fayard, coll. « Les Indispensables de la musique », 1987, 867 p. (ISBN 978-2-213-01639-9, OCLC 17967083), p. 629.

### Monographies
- Vincent Lajoinie, Erik Satie, Lausanne, Éditions L'Âge d'Homme, 1985 (ISBN 978-2-8251-3228-9).
- (en) Robert Orledge, Satie the composer, New York, Cambridge University Press, coll. « Music in the 20th Century », 1990, 394 p. (ISBN 978-0-521-35037-2).
- Anne Rey, Satie, Paris, Éditions du Seuil, coll. « Solfèges », 1974, rééd. 1995, 192 p. (ISBN 978-2-02-023487-0 et 2-02-023487-4).